# Cephaloschiza
Cephaloschiza är ett släkte av skalbaggar. Cephaloschiza ingår i familjen Melolonthidae.
Kladogram enligt Catalogue of Life:
| Cephaloschiza | \| \| Cephaloschiza barbata \| \| \| \| \| \| Cephaloschiza clypealis \| \| \| \| |
|               | \| \| Cephaloschiza barbata \| \| \| \| \| \| Cephaloschiza clypealis \| \| \| \| |
|               | Cephaloschiza barbata                                                             |
|               |                                                                                   |
|               | Cephaloschiza clypealis                                                           |
|               |                                                                                   |